# Tycho (muzician)
Tycho este numele scenic al artistului, producătorului și compozitotului de muzică ambient, Scott Hansen, din San Francisco, cunoscut și sub numele de ISO50, pentru lucrările sale fotografice și de design. În prezent Tycho își lansează release-urile la casa de discuri, Ghostly International, dar și-a lansat și la Merck Records și Gammaphone Records.

## Membri Live
Spectacolele recente ale lui Tycho au inclus și o trupă de live backing.
- Scott Hansen - Sintetizator, Programare, Chitară
- Rory O'Connor - Tobe
- Zac Brown - Chitară bas

## Discografie

### Albume și EP-uri
- The Science of Patterns EP (2002/2007, independent/relansat Gammaphone )
- Sunrise Projector (2004, Gammaphone Records)
- Past is Prologue (2006, Merck Records)
- Past is Prologue (Reissue) (2010, Ghostly International)
- Dive (2011, Ghostly International)

### Single-uri
- "Past is Prologue" 12" sampler (2006, Merck Records)[6]
- "Adrift/From Home" (2008, Ghostly International)
- "The Daydream/The Disconnect" (2008, Ghostly International)
- "Coastal Brake" (2009, Ghostly International)
- "Hours" (2011, Ghostly International)
- "Dive (Radio Edit)" (2011, Ghostly International)
- "Dive [Single]" (2012, Ghostly International)

### Remixe-uri
- Little Dragon - "Little Man" (Tycho Remix)[7]